# Diocesi di Uzès
La diocesi di Uzès (in latino: Dioecesis Ucetiensis o Uticensis) è una sede soppressa della Chiesa cattolica.

## Territorio
La diocesi comprendeva parte della Linguadoca. Confinava a nord con la diocesi di Viviers, a est con quella di Mende, a sud con l'arcidiocesi di Arles e la diocesi di Nîmes e ad ovest con la diocesi di Alès e l'arcidiocesi di Avignone.
Sede vescovile era la città di Uzès nell'attuale dipartimento del Gard, dove fungeva da cattedrale la chiesa di San Teodoreto.
Nel 1736 la diocesi comprendeva 180 parrocchie. Alla vigilia della rivoluzione francese il suo territorio era suddiviso in 9 decanati: Bagnols, Cornillon, Gravières, Navacelles, Remoulins, Saint-Ambroix, Sauzet, Sénéchas e Uzès.

## Storia
La diocesi fu eretta nella prima metà del V secolo con territorio ricavato da quello della diocesi di Nîmes. Primo vescovo documentato è Costanzo, che nel 442 prese parte al concilio di Vaison.
Dopo che i Franchi conquistarono la regione di Uzès (VI secolo), la diocesi passò sotto la provincia ecclesiastica di Arles e vi rimase fino a metà dell'VIII secolo, quando divenne suffraganea di Narbona.
Durante le guerre di religione che sconvolsero il sud della Francia nella seconda metà del XVI secolo, Uzès ebbe molto a soffrire. Il vescovo Jean de Saint-Gelais aderì al protestantesimo e venne deposto; in seguito la sede rimase vacante per diversi anni. In questo periodo, l'antica cattedrale medievale fu completamente distrutta dagli Ugonotti; venne ricostruita verso la metà del Seicento dal vescovo Nicolas de Grillier e consacrata nel 1663 dal suo successore Jacques Adhémar.
La diocesi fu soppressa in seguito al concordato con la bolla Qui Christi Domini di papa Pio VII del 29 novembre 1801 e il suo territorio incorporato in quello della diocesi di Avignone. Nel 1822 il territorio dell'antica sede di Uzès fu incorporato nella restaurata diocesi di Nîmes.
Il 27 aprile 1877 un breve di papa Pio IX autorizzò i vescovi di Nîmes a fregiarsi del titolo di vescovi di Uzès.

## Cronotassi dei vescovi
- Costanzo † (prima del 419 - dopo il 462)[1]
- Probazio † (menzionato nel 506)
- Rorizio † (? - 538 deceduto)[2]
- San Firmino † (538 - 11 ottobre 553 deceduto)
- San Ferreolo † (553 - 4 gennaio 581 deceduto)
  - Albino † (581 - 581 deceduto) (illegittimo)
  - Iovine † (nel 581) (illegittimo)
- Marcello † (581 - ?)
- Aureliano † (menzionato nel 660)
- Mummolo † (all'epoca di re Childerico II)
- Sigiberto ? † (menzionato nel 773)[3]
- Arimondo † (menzionato nel 788 o 791)
- Elefanto † (menzionato nell'841)
- Amelio I ? † (prima dell'823 - dopo l'835)[4]
- Vilfrido † (prima dell'857 - dopo l'879)
- Asaele † (menzionato nell'885)[5]
- Amelio II † (prima dell'886 - dopo il 915)
- Rostaing ? † (menzionato nel 945)[3]
- Amelio III † (prima del 966 - dopo il 969)
- Héribald † (prima del 994 - dopo il 1026)
- Hugues † (circa 1030 - dopo il 1080)
- Raymond I † (prima del 1096 - 1138)
- Éverard I † (1139 - 11 luglio 1150 deceduto)
- Raymond II † (prima del 1154 - 13 dicembre 1188 deceduto)
- Bertrand † (1188 - 1190 deceduto)
- Guillaume de Vénéjan † (1190 - 1203 o 1204 dimesso)
- Éverard II † (prima di febbraio 1203 o 1204 - dopo il 1207)
- Raymond † (prima di agosto 1208 - 1212 dimesso)
- Raymond de Mas d'André † (1212 - 1227)
- Berlion † (1228 - dopo il 1235)
- Pons de Becmil † (1239 - aprile 1249 deceduto)
- Bertrand Armand † (31 maggio 1249 - 1285 deceduto)
- Guillaume des Gardies † (4 gennaio 1286 - 30 dicembre 1308 deceduto)
- André de Frédol, O.S.A.  † (30 marzo 1314 - 8 febbraio 1318 nominato vescovo di Maguelonne)
- Guillaume de Mandagout † (14 febbraio 1318 - dopo il 21 aprile 1344 deceduto)
- Élias de Saint-Yrieux, O.S.B.  † (5 settembre 1344 - 23 dicembre 1356 dimesso)
- Pierre d'Aigrefeuille (de Roure) † (8 febbraio 1357 - 11 agosto 1366 nominato vescovo di Mende)
- Bompar † (11 agosto 1366 - 16 giugno 1371 nominato vescovo di Mende)
- Bernard de Saint-Étienne † (16 giugno 1371 - 1374 deceduto)
- Martial † (14 luglio 1374 - 1398 deceduto)
  - Pierre de Beaublé † (1398 - 16 settembre 1405 nominato vescovo di Séez) (vescovo eletto)[6]
- Géraud de Breuil † (18 settembre 1405 - 1425 deceduto)[7]
- Bertrand de Cadoène, O.S.B. † (28 gennaio 1426 - 1441 deceduto)
- Guillaume de Champeaux † (17 maggio 1441 - 1442 deceduto)
  - Alain de Coëtivy † (1442 - 1445) (amministratore apostolico)
- Guillaume Soybert † (12 luglio 1445 - 30 maggio 1446 nominato vescovo di Carpentras)
- Olivier du Châtel † (30 maggio 1446 - 1448 dimesso)
- Gabriel du Châtel † (3 dicembre 1448 o 1449 - settembre 1463 deceduto)
- Jean de Mareuil † (28 settembre 1463 - 1483 deceduto)
- Nicolas Malgras † (8 agosto 1483 - 3 ottobre 1503 deceduto)
- Jacques de Saint-Gelais † (3 ottobre 1503 succeduto - 1529 dimesso)
- Jean de Saint-Gelais † (13 giugno 1529 - 11 dicembre 1566 deposto)
  - Sede vacante (1566-1574)
- Robert de Girard † (1º febbraio 1574 - 1595 deceduto)
  - Sede vacante (1595-1598)
- Louis de Vigne, O.Carm. † (18 settembre 1598 - 1624 deceduto)
- Paul-Antoine de Fay de Peraut † (1624 succeduto - 30 aprile 1633 deceduto)
- Nicolas de Grillier † (3 aprile 1634 - 12 febbraio 1660 deceduto)
- Jacques Adhémar de Monteils de Grignan † (12 febbraio 1660 succeduto - ottobre 1674 deceduto)
- Michel Phélypeaux de la Vrillière † (23 marzo 1676 - prima del 14 marzo 1678 dimesso)
- Michel Poncet de La Rivière † (14 marzo 1678 - 19 novembre 1728 deceduto)
- François de Lastic de Saint-Jal † (3 marzo 1729 - 17 novembre 1736 dimesso)
- Bonaventure Baüyn † (11 febbraio 1737 - 16 ottobre 1779 deceduto)
- Henri Benoît Jules de Béthizy de Mézières † (13 dicembre 1779 - 8 agosto 1817 deceduto)[8]
  - Sede soppressa